# Olsen-banden på spanden
Olsen-banden på spanden er en dansk film fra 1969, instrueret af Erik Balling, der også har skrevet manuskriptet sammen med Henning Bahs. Dette er den anden i rækken af 14 Olsen-bandenfilm.

## Handling
Et mislykket røveri i Laane- og Sparekassen  for Embeds- og Bestillingsmænd sender Egon (Sprogøe) i fængsel. Ved løsladelsen er han godt på vej til at blive resocialiseret, takket være den nyuddannede og ligefremme kriminolog/socialrådgiver Bodil (Nørby). Egon er svært betaget af Bodil, der brugte ham i sin eksamensopgave; en afhandling om hans livshistorie med påvisning af "seksuallivets betydning og forbrydelsen som kompensation for et utilfredsstillet driftsliv". Med hendes mellemkomst får Egon fast arbejde og håber på at imponere hende ved at være en lovlydig borger. På trods af Benny (Grunwald) og Kjelds (Bundgaard) beklagen, får de ham ikke tilbage i kriminalitet. I stedet bliver det lidt efter lidt dem,  der også bliver lovlydige borgere i hæderligt, ensformigt arbejde i kvalitetskontrollen/pakkeriet på en legetøjsfabrik, hvor de beklageligvis forårsager ravage. Bodils ihærdighed får dem derefter ansat i K.O.R.S. (Det Kongeligt Oktroierede Renholdningsselskab), hvor de udstationeres i Nationalbanken.
Sideløbende er Bodil blevet tildelt et legat til en studierejse til Amerika og søger og finder et muligt emne til sin magisterkonferens i Politiets arkiv: Serafimo "spats" Motzarella, amerikansk gangster og formodet leder af Unione Siciliana.
Begivenhederne tager fart, da banden bliver vidner til et kup, begået mens de gør rent i boksafdelingen. En gruppe af frømænd, assisteret af gangstere i trenchcoat med Tommy Guns foretager et højteknologisk indbrud og røveri, hvis udbytte, nu gemt i en cello-kasse, er på vej ud af landet.
Olsen-banden er nu virkelig på spanden: Alle antager naturligvis, at det er dem, der har begået kuppet, så de beslutter selv at tilvejebringe byttet for at få deres navne renset.
Stadig iført K.O.R.S.'s uniformer bortfører banden uhindret cellokassen fra Københavns Lufthavns bagagehåndtering og bringer den tilbage til deres gamle stamværtshus Klippeskæret, hvor Bodil (for anden gang) skuffet dukker op og konfronterer Egon over at have forladt sin plads i utide. Bodil tror ikke på forklaringer om, at banden overværende et kup og måtte flygte, for hun har ikke hørt om noget  kup i Nationalbanken og beviset kan ikke fremvises, da cellokassen ikke lige er til at åbne. Overbevist om, at Egon lider af vrangforestillinger, kræver hun, at han bliver mentalundersøgt og eventuelt indlagt.
Beskeden om bandens erobring af cellokassen når røvernes leder, gangsteren Serafimo Motzarella (Stone), der beordrer lederen af kuppet i København at rydde op i sit rod og give den, for ham ukendte, danske bande "den fulde pakke".
Egon kontakter forgæves politichefen (Reichhardt), der nægter ethvert kendskab til noget kup i Nationalbanken og beder Egon aflevere cello-kassen på hittegodskontoret, men informerer samtidig K.B. Mortensen (Steen) om, at de danske kronjuveler på Rosenborg er kopier. For at afhjælpe landets økonomiske situation, lå de ægte i Nationalbanken og ventede på at blive solgt. Mortensen pålægges at diskret skaffe juvelerne tilbage fra Olsen-banden.
Bandens overvejer at aflevere byttet på hittegodskontoret, men afbrydes af gangsterne, der har opsporet cellokassen og med våbenmagt raserer Klippeskæret og tager kassen tilbage, før den emsige Mortensen når frem for at anholde banden. Med Børges (Holtsø) hjælp undslipper banden og skygger gangsterne til Hotel Europa, hvor det med forklædninger, afledning og tilstedeværelsen af et strygeorkester fra Salzburg, lykkes at franarre gangsterne cellokassen. En efterfølgende spektakulær og halsbrækkende biljagt over Amager med både gangsterne og politiet i hælene afsluttes ved held i uheld til bandens fordel. Men banden kan ikke vende hjem til Jensens lejlighed, der overvåges af Mortensen og de er uønskede på Klippeskæret og bortvises, kort før gangsterne igen raserer stedet.
Banden tager husly hos Bennys bror, "entreprenør, ekspært og fyrværker" (med svingende selvværd og bekymringsværdigt alkoholbrug) Harry (Kaas) og sammen tager de til en grusgrav for at åbne den genstridige cellokasse med sprængstof.
Motzarella overtager selv operationen og tager til København, medbringende en aktionsstyrke på 8 mere lokaltkendte medlemmer fra organisationens tyske afdeling. Nyheden om, at Motzarella er i landet, får Bodil til at opsøge ham på hotellet. Dels for at undersøge muligheden for at bruge legatet på at rejse til Amerika og analysere og resocialisere ham, dels for at få klarhed over Olsen-bandens mulige ikke-involvering i det påståede Nationalbank-kup.
Samtidig sporer Motzarellas folk fra helikopter via radiopejling let cellokassen til et skur i grusgraven og sender tyskerne ind. De bliver dog alle dræbt under Harrys forsøg på, med 9 stænger dynamit at sprænge låget af cellokassen; en eksplosion, der breder sig til æsken med resten af stængerne, glemt i skuret. Cellokassen forbliver lukket og Egons efterfølgende hårde personrettede kritik er dråben, der får Harry til at bortgå i nedtrykt sindstilstand. Mens Egon i afmagt prøver at smadre kassen med stadigt større betonbrokker, går Motzarella til bekendelse over for Bodil. Han vil aflevere byttet til Politiet og har brug for hendes hjælp til at få Olsen-banden til at udlevere kassen. De flyver sammen i helikopteren til grusgraven, hvor Motzarella møder og komplimenterer Egon og Olsen-banden, før han bringer kassen tilbage til politichefen, som ringer til "the statminister" (absolut ikke til Kongen), for at arrangere et ikke-ulovligt salg med Motzarella som mellemmand.
Bodil tager til Amerika for at studere Motzarella, som hun dog ikke har fået overbevist om, at forbrydelse ikke betaler sig: "Forbrydelser giver rigtigt godt afkast... med mindre man foretager sig noget ulovligt."
Benny forsones med Harry. Bodil har sørget for, at Yvonne og Kjeld med offentlige midler har fået alle forbrugsgoder tilbage, som ellers var blevet afhentet af inkassatoren, da Kjeld mistede arbejdet.
Således ender alt næsten godt.
Lettet går Egon til Klippeskæret og overbeviser den nervøse vært om, at alt er i orden. Men Mortensen er imidlertid ikke færdig med Egon. Muligvis optændt af jalousi og/eller grundet "en nervøs aftrækkerfinger" efter at være blevet beskudt under biljagterne, raserer den fuldt kamp-udstyrede kriminalbetjent Klippeskæret med sin maskinpistol og anholder Egon for alt andet end kuppet i Nationalbanken.
Slutbillede: Statsfængslet i Vridsløselille.

## Om filmen
Titlen Olsen-Banden på spanden antyder, at det endnu en gang går galt for Olsen-banden. At "være på spanden" er en talemåde med betydningen at have problemer; at det går galt for en. I denne film går det galt for dem på en anden måde end sædvanligt - de prøver at arbejde, være gode for samfundet og ikke begå kriminalitet.
Filmplakaten afbilder Egon, Benny, Kjeld og Harry. Bandemedlemmerne løber med hænderne i vejret og sender nervøse blikke over skulderen, mens Harry holder en bombe i hånden. I baggrunden ses de "rigtige" røvere i filmen. Baggrundsfarven er gul, hvilket er en stærk farve, der fanger seerens opmærksomhed. Egon, Benny og Kjeld er tegnet på en stiliseret måde, der gør figurerne ikoniske, og deres kendetegn er klart fremhævede: Egon er den laveste i gruppen og bærer altid jakkesæt, Benny er tynd og høj og bærer altid sin ternede habitjakke og Kjeld er den tykke, som altid har højtaljede bukser på. Plakaten forsøger således at tydeliggøre eller stereotypisere denne danske trio, på samme vis, som man fx ser det med tegneseriehelte, som ofte har meget simplificerede kendetegn. 
En af de centrale lokalitetet i filmen er værtshuset, da banden ofte opholder sig her, og er godt bekendte med værtshusejeren. De bruger dette sted som deres base, og det er der, de søger hen, når de skal mødes. Værtshusejeren bliver dog træt af, at de kommer, da der altid er nogle, der vil skyde dem, når de opholder sig på værtshuset, og dette ødelægger hele værtshuset.
Denne film foregår, i modsætning til de øvrige Olsen-banden-film, ikke så meget hos Yvonne og Kjeld.

## Medvirkende
- Ove Sprogøe – Egon Olsen
- Morten Grunwald – Benny Frandsen
- Poul Bundgaard – Kjeld Jensen
- Kirsten Walther – Yvonne Jensen
- Ghita Nørby – Socialrådgiver Bodil Hansen
- Peter Steen – Kriminalbetjent William Mortensen[3]
- Preben Kaas – Dynamit-Harry
- Poul Reichhardt – Politichefen
- Paul Hagen – Bartender Hansen
- Karl Stegger – K.O.R.S. Inspektør
- Birger Jensen – Dynamit-Harrys lærling
- Jes Holtsø – Børge Jensen
- Harold J. Stone – Serafimo "Spats"[m] Motzarella[4]
- Paul Hüttel[n] – Røver i Laane- og Sparekassen for Embeds- og Bestillingsmænd
- Benny Hansen – Politichauffør for Mortensen
- Ernst Meyer – Forskræmt mand i bil under biljagt[o]
- Poul Thomsen – Værkfører på legetøjsfabrikken
- Bjørn Puggaard-Müller – Vagt i Nationalbanken
- Svend Bille – Direktør for legetøjsfabrikken Scan Toys
- Holger Vistisen – Præst, der taler i telefon
- Edward Fleming – Serafimos håndlanger
- Andrey Sallyman
- Gert Bastian
- Jørgen Teytaud
- Vladimir Kandel
- Lise Henningsen
- Edith Hermansen
- Kirsten Hansen-Møller
- Johan Thiersen
- Viggo Larsen
- Anders Bodelsen[n] - Kasserer i Laane- og Sparekassen
- Palle Kjærulff-Schmidt[n] – Kasserer i Laane- og Sparekassen
- Steen Alex Gall - Chauffør af pengetransport

## Ekstern henvisning
- Olsen-banden på spanden på Internet Movie Database (engelsk)
- Olsen-banden på spanden på Filmdatabasen
- Olsen-banden på spanden på danskefilm.dk
- Olsen-banden på spanden på danskfilmogtv.dk
- Olsen-banden på spanden på Scope
- Olsen-banden på spanden på MovieMeter (nederlandsk)
- Olsen-banden på spanden på AllMovie (engelsk)
- Olsen-banden på spanden på The Movie Database (engelsk)
- Speciel side af Olsen-Banden på spanden (1969) (tysk)
- Olsen-Banden-lokationer